# 청자 사자형뚜껑 향로
청자 사자형뚜껑 향로(靑磁 獅子形蓋 香爐)는 사자 모양의 뚜껑을 이고 있는, 고려시대의 청자 향로이다. 1962년 12월 20일 대한민국의 국보 제60호로 지정되었다.

## 개요
고려 청자의 전성기인 12세기경에 만들어진 청자 향로로, 높이 21.2cm, 지름 16.3cm이다. 향을 피우는 부분인 몸체가 사자 모양의 뚜껑으로 구성되어 있다. 몸체는 3개의 짐승모양을 한 다리가 떠받치고 있는데, 전면에 구름무늬가 가늘게 새겨져 있다. 몸체 윗면 가장자리에도 세 곳에 구름무늬를 배치하였다.
경고 
뚜껑은 대좌에 앉아있는 사자의 형상이며, 대좌에는 꽃무늬를 시문하였다. 사자의 자세는 뚜껑의 왼쪽에 치우쳐 있어 시각적인 변화에서 오는 조형효과를 노린 것으로 해석된다. 사자는 입을 벌린 채 한쪽 무릎을 구부린 상태에서 앞을 보고있는 자세이며, 두 눈에 검은 점을 찍어서 눈동자를 표현했다. 사자의 목 뒤쪽과 엉덩이 부분에는 소용돌이 모양의 털이 표현되었고, 꼬리는 위로 치켜올려 등에 붙인 모습을 하고 있다.
유약의 색은 엷은 녹청색으로 광택이 은은하다. 구조적으로 보면 몸체에서 피워진 향의 연기가 사자의 몸을 통하여 벌려진 입으로 내뿜도록 되어있는데, 아름답고 단정하여 이 시기 청자향로의 높은 수준을 보여주고 있다.
12세기 전반기에 비취색의 청자가 절정에 달하였을 때 이와 같이 상서로운 동물이나 식물을 본뜬 상형청자가 많이 만들어졌다. 특별히 사자향로는 중국 송나라 사람들이 극찬을 하였을 정도로 작풍성이 뛰어나다.

## 갤러리

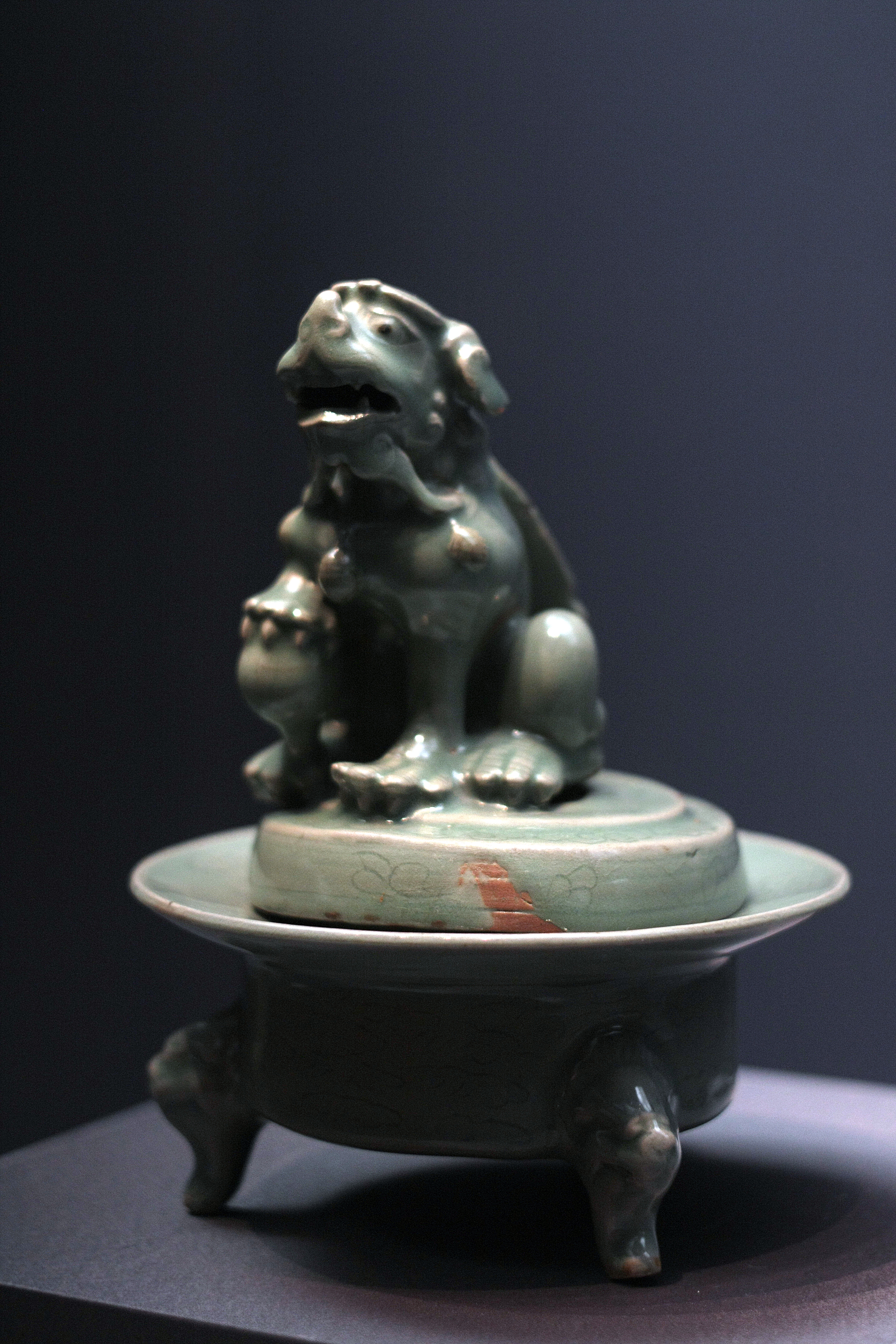
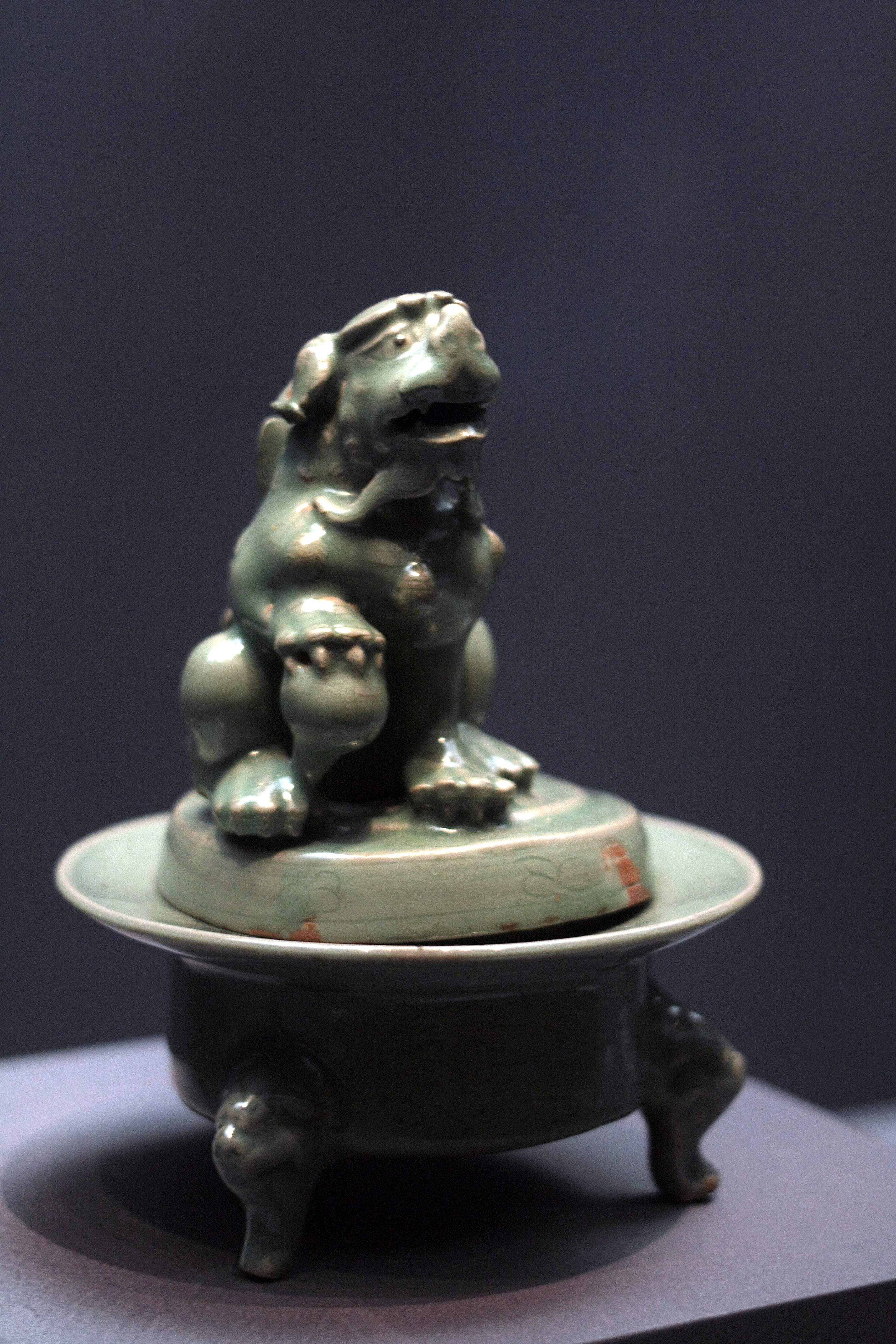